# スポーツワイド Fの炎〜SPORT HOKKAIDO〜
スポーツワイド Fの炎～SPORT HOKKAIDO～（スポーツワイド エフのほのお・すぽると ほっかいどう）は、北海道文化放送（uhb）にて月曜深夜（火曜未明）0時40分から1時30分まで放送されていたスポーツ情報番組である。

## 概要
2005年2月～3月に北海道日本ハムファイターズのキャンプ情報を中心に扱う期間限定の15分番組「Fの炎～ファイターズ通信～」として放送開始。同年3月31日に木曜（日付上は金曜）深夜に30分のレギュラー番組に昇格。コンサドーレ札幌情報番組「週刊コンサドーレ」と統合し、北海道のスポーツを総合的扱う番組となった。
開始当初は木曜（日付上は金曜）0時35分からだったが、2006年4月3日より月曜（日付上は火曜）深夜0時台後半枠に移動。さらに2008年3月31日からは45分番組になった。
ファイターズの1週間の戦いぶりを伝えるのはもちろんのことだが、千葉県鎌ケ谷市にあるファームの情報も多く流していることが大きな特徴である。そのため、鎌ケ谷時代から取材を受けていた稲田直人が初めてお立ち台に上がった2006年7月1日の東北楽天ゴールデンイーグルス戦の実況中継がuhbであり、番組司会(当時)の吉田雅英が実況だったことが一部で話題となった。
その他、髙橋信二や森本稀哲といった選手個人にスポットをあてたコーナーや、片岡篤史や平川弘がファイターズやコンサドーレについて熱く語るコーナーが好評を博している。
また、ファイターズやコンサドーレ、レラカムイの現役選手だけではなく、北海道に携わるスポーツ選手をゲストに招く事もある。さらに春高バレーコーチングキャラバンの募集も番組で行い、指導の模様も放送している。
2008年年末特番では北京オリンピック女子100m代表に選出された福島千里とコンサドーレの藤田征也の100m走対決が行われた。
2011年3月28日の放送をもって、6年間続いた番組が終了。なお、ファイターズ情報は2011年4月開始の新番組『U型テレビ』内の1コーナーに、コンサドーレ及びそのほかのスポーツ情報は月曜深夜の広報番組『みちゅバチのコレ見るッ!×情熱ハッシン』内の1コーナーに、それぞれ引き継がれたが、2012年4月より、土曜日朝に「サタすぽ」と題したコンサドーレ・ファイターズを題材にした番組がスタートすることになった。

## エピソード
- スタジオオープニングでは2007年3月までなぜかTUBEの「Miracle Game」が使われていた（2006年の一時期は別の曲が使われた）。エンディングテーマは雷鼓（同局でレギュラー番組を持っていた）、Voice(「握手」)が担当していた。現在は渡辺美里。
- 「ウインタースポーツやコンサドーレ札幌などファイターズ以外のスポーツも取り扱うのに『Fの炎』という番組タイトル(ロゴのFの字もファイターズのセカンダリーマーク)はどうなのか?」と視聴者(主にコンサドーレサポーター)から意見が寄せられたが、「『Fの炎』というタイトルの認知度が高い」という理由で番組名及びタイトルロゴをそのまま使用していた。しかし､2008年2月4日､キャスターを鈴木亜希子､解説者を片岡篤史に変えたことをきっかけに､ロゴとオープニングを一新。問題とされていたファイターズを退団した選手ではなく在籍選手を、さらにはコンサドーレやレラカムイの選手も登場させた。『F』の字もファイターズのセカンダリーマークから普通のFの文字に変え、さらにFにFaith,Future,Fan,Fightの意味を持たせる内容に変更。
- 2007年度から番組のエンディングには、その週にあったファイターズ戦のヒーローインタビューを流すようにした。これがものすごく好評で、放送されない日があると、翌日から視聴者の非難が多かったため毎週放送するようになった。
  - 2008年度からはコンサドーレのヒーローインタビューも流すようにした。しかしコンサドーレが不調な事もあり、放送されたのは1度だけである。
- 片岡篤史が出演していることもあり、2008年6月7日に同じく片岡が出演している関西ローカル番組『ぶったま!』(ぶっSPO!コーナー内)で片岡を中心にこの番組の内容/リハーサルの様子/番組本番の様子が紹介された。
- 2006年、番組を通して森本稀哲プロデュースの弁当『グルメひちょり厨房』をローソンとの協力で発売。2009年は3年ぶりに田中賢介、鶴岡慎也、稲葉篤紀プロデュースの弁当を発売した。(ただし田中は2008年にFFFFFを通してローソンからプロデュース弁当を発売た経験があり、稲葉プロデュース弁当は2007年以来札幌ドームで発売されている。)更に、2010年は前年に引き続き田中、鶴岡、稲葉の3人に加え、小谷野栄一、糸井嘉男プロデュースの弁当も発売される。なお、スタジオで試食する場合、平川弘がとにかく真剣に食べる姿が名物となっている。

## 問題点
- 番組HPには､公式ブログ(スポーツワイド Fの炎～SPORT HOKKAIDO～公認ブログ)があり開設当初から視聴者からのコメントを受け付けていた。開設当初は吉田雅英がコメントに触れる事無く文章を作成していたが、バトンタッチした土屋惠史が2007年5月15日、番組の視聴率が伸び悩んでることをブログで告白 、視聴者の意見を求めた。そこには「コンサドーレ札幌を扱う時間が短い」等主にコンサドーレに対する番組の姿勢を批判するコメントが相次ぎ、土屋惠史がコメントに対応しコンサの放送時間の延長や時間の告知をすることで批判から感謝のコメントに変わった。結果視聴率が改善されたが、突然土屋惠史の「もうここで書けない、すみません。最後に思いを」との文章が乗り、その後になぜか目次からその文章へのリンクが無くなり、さらにその文章も削除されて数回後に土屋惠史が番組を降板した。現在ではコメントが不可能となっている。
  - 2007年11月13日、土屋惠史から遠藤麗奈にバトンタッチしたが、わずか2回の更新で番組を降板、2008年2月から鈴木亜希子が、現在はゼネラルプロデューサーの渡辺剛成が引き継いでいる。
    - 鈴木は定期的に更新していたが、2008年7月から9月まで全く更新されなかった。10月に入り、北海道日本ハムファイターズがクライマックスシリーズ第1ステージ進出を決めたことをきっかけに、ようやく鈴木が(あまり間隔をあけずに)再び更新し始めた。
    - 番組で伝えられなかった思いを土屋惠史は何とかして伝えるべく『土屋惠史炎のコラム』 をUHBホームページ内に立ち上げた。現在廣岡俊光が受け継ぐ事になった。
- 深夜枠でスポーツ番組をはじめた先駆者であるにもかかわらず、何を伝えたいのかが固まっていない。その上、やりたい事は多いので実に中途半端な番組になっている。(2007年5月24日付のコラムで『番組のスタンスに、あまり骨太なものがないのが原因』と土屋惠史自らが分析 )

## 出演者

### メインキャスター
※すべて北海道文化放送アナウンサー（当時含む）。

#### 男性
- 吉田雅英（開始～2007年3月）
- 土屋惠史（2007年4月～2009年1月）
- 廣岡俊光（2009年2月～2011年3月28日）

#### 女性
- 遠藤麗奈（開始～2008年1月）
- 鈴木亜希子（2008年2月～2010年3月）
- 栗山麗美（2010年4月～2011年3月28日）

### コメンテーター

#### 野球
- 広瀬哲朗（開始～2007年12月25日）
- 片岡篤史（2008年2月～2010年1月18日）※阪神タイガースコーチ就任に伴い卒業。
- 芝草宇宙（2010年1月～2011年1月24日）※日本ハムコーチ就任に伴い卒業。
- 立浪和義（2010年1月～2011年3月28日）※日本ハムOBではないが、前任者の片岡篤史とPL学園時代の同級生だった。
- 高木豊（2011年2月7日～3月28日）
- 岩本勉（2006年4月～2011年3月28日）※鎌ケ谷リポーター。引退直後にゲストとして出演した。

#### サッカー
- 平川弘（番組全期を通して出演）※2005年度は準レギュラーだったが、2006年4月よりレギュラー出演。

## 主なコーナー
- Weekly Fighters
- CHECK&VIEW
  - 芝草・立浪両による、日ハムの選手について分析をするコーナー。
- 今週の信ちゃん
  - 北海道日本ハムファイターズの髙橋信二選手にスポットを当てたコーナー。
- 木田画伯の野球も女性もワキをしめて行きましょう
  - 北海道日本ハムファイターズ内で起きた出来事を木田画伯のイラストともに紹介するコーナー。(コーナータイトルの由来は、木田優夫が好きな女性の仕草から)
- 週刊コンサドーレ
  - 以前は独立したコンサドーレ情報番組だったが、当番組開始と同時に内包、１コーナーとなる。しかし30分時代にはファイターズ情報に時間を多くとられてしまい数分間しかコーナーが無い時も多く、コンサドーレサポーターからは不満の声が多く番組ブログに寄せられた（現在番組ブログはコメント不可）。
- デンさんのオーバーラップ
  - 平川弘がコンサドーレについて熱く語る。守備や攻撃の陣形を人形で説明する際には最後に人形をゴールごと吹っ飛ばす行動が視聴者に人気で番組の名物となっている。
- そのほかレラカムイや道内他スポーツ、ファイターズOB岩本勉による千葉県鎌ケ谷市のファイターズ二軍リポートなど

## 終了コーナー
- 今週の直やん
  - 2007年10月22日の放送で、シーズン終了後ということもあり、髙橋信二と稲田直人がコーナーを賭けて卓球対決した。結果、稲田が勝利し『今週の直やん』放送権を獲得した。翌週から2週間(2回?)と約束されていたが、コンサドーレのJ2優勝、J1昇格やレラカムイの奮闘振りを伝えるためにコーナーを行う時間が取れなく、2008年1月7日放送でようやく『今週の直やん』が実現した。が､オーストラリアでの優勝旅行での娘との2ショットが数秒流れただけというお粗末なものだった。
- 今週の中田SHOW
  - 2008年2月のキャンプインから毎週放送されていたが、中田がシーズン開幕直前に二軍落ち決定されて以降は一切放送されていない。
- 片岡熱し!DONAIYAH!!
  - 北海道日本ハムファイターズOBの片岡篤史が１週間の内で特に気になった部分を熱く語る。前任の広瀬哲朗も同様のコーナー「ロッカールーム」を担当していた。
- ひちょりのひちょりごと
  - 北海道日本ハムファイターズ森本稀哲選手にスポットを当てたコーナー。本人がコーナーに4分から4分半を希望をして放送していたが、森本本人が横浜ベイスターズに移籍したため、2011年1月10日放送分で終了となった。

## スポンサー
- 北海道新聞
- 北海道コカ・コーラボトリング